# Вюртнер, Рудольф
Рудольф Вюртнер (нем. Rudolf Würthner; 13 августа 1920 — 3 декабря 1974) — немецкий аккордеонист.
Окончил Штутгартскую Высшую школу музыки. В 1948 г. на возобновлённом после Второй мировой войны Кубке мира среди аккордеонистов занял второе место после Иветт Орнер.
Большая часть жизни и творчества Вюртнера связана с оркестром аккордеонов Hohner из Троссингена, в составе которого он дебютировал как исполнитель ещё мальчиком, в 1931 г., с 1947 г. выступал как дирижёр, а с 1968 г. был его художественным руководителем. Вюртнеру принадлежит ряд транскрипций и обработок для оркестра аккордеонов — в частности, Фантазия на темы оперы Бизе «Кармен» и переложение «Картинок с выставки» Мусоргского.